# Burg von Silves

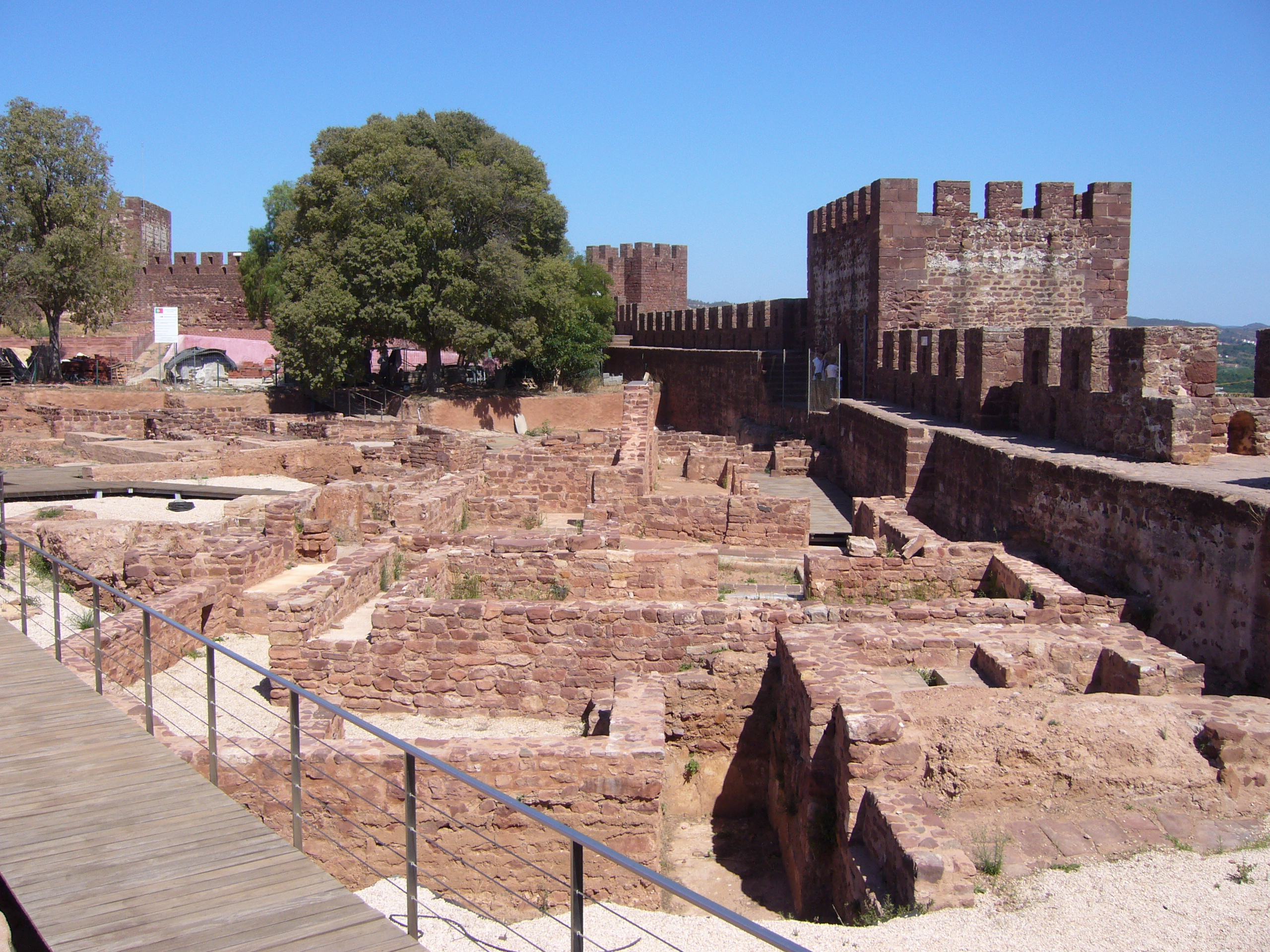
Ausgrabungen in der Burg

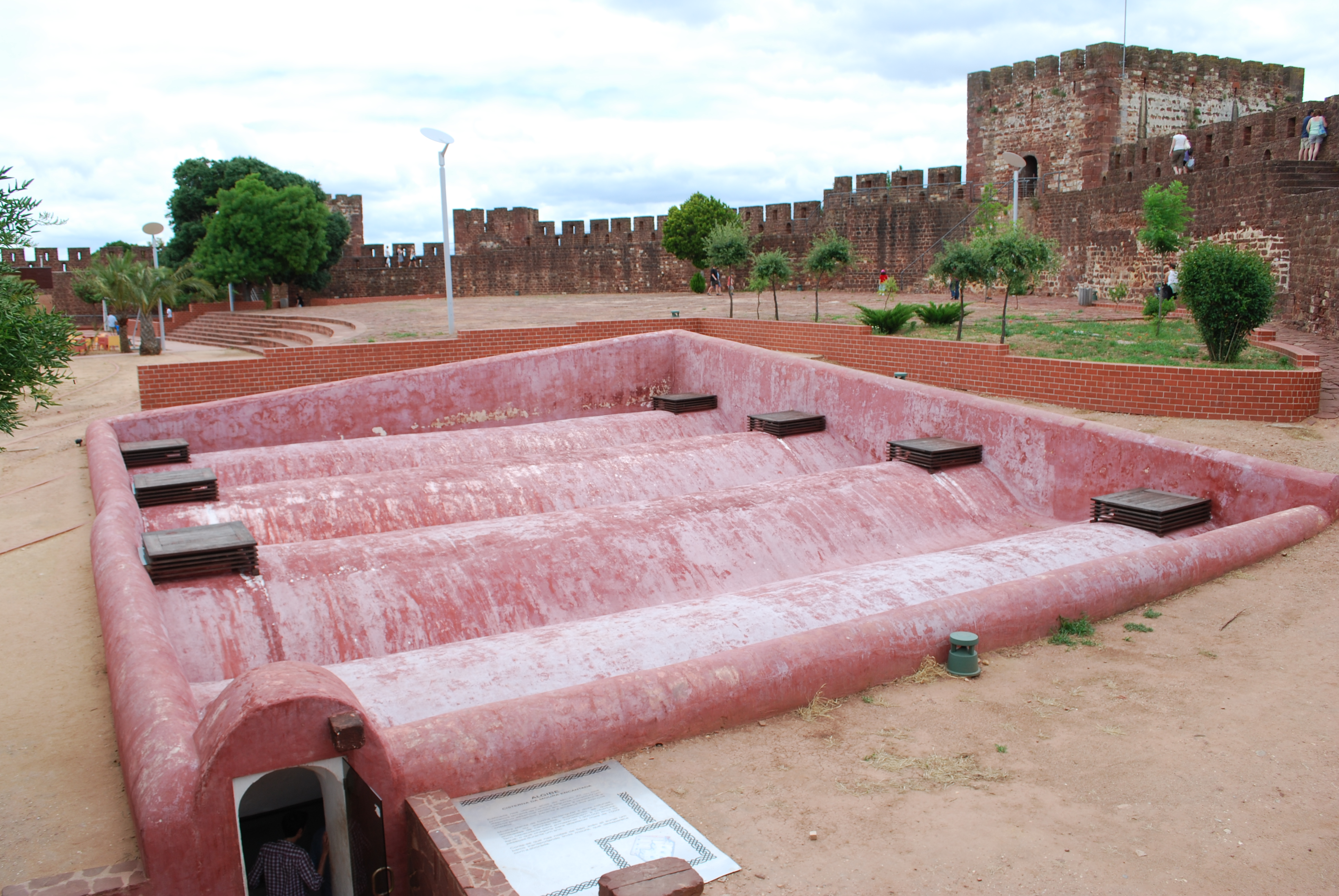
Zisternen der Burg

Die Burg von Silves ist eine mittelalterliche Festungsanlage (kasbah) aus dem 12./13. Jahrhundert in der Stadt Silves in der Algarve im Süden Portugals.

## Lage
Die Höhenburg liegt unmittelbar neben der ehemaligen Kathedrale auf einer ca. 35 m hohen Anhöhe über dem Rio Arade.

## Geschichte
Hintergrund
Wahrscheinlich sind bereits phönizische Seefahrer bis zur heutigen Stadt Silves (ehemals Cilpes) vorgedrungen, doch erst aus römischer, spätantiker und westgotischer Zeit stammen die ersten archäologischen Befunde. Bereits kurz nach dem Jahr 711 wurde auch die Algarve (= „der Westen“) von den muslimisch-berberischen Truppen erobert; sie nannten den Hauptort as-Shilb oder Xelb. Nach dem endgültigen Zusammenbruch des Kalifats von Córdoba (1031) wurde Silves ein unabhängiges Kleinreich (taifa). Die berberischen Almoraviden übernahmen ab dem Jahr 1091 die Macht im Süden der Iberischen Halbinsel. Als ihre Dominanz sich dem Ende zuneigte, eroberte – nach mehreren vorausgegangenen Versuchen – ein christliches Kreuzfahrerheer im Jahr 1189 die Stadt zurück, doch bereits zwei Jahre später machten die aus dem heutigen Marokko stammenden und ebenfalls berberischen Almohaden den Erfolg wieder zunichte; sie konnten sich bis zum Jahr 1230 festsetzen.
Burg
Bereits kurz nach der ersten Eroberung von Silves begann König Sancho I. (reg. 1185–1211) mit dem Bau einer Burg; außerdem wurde ein Bistum eingerichtet. Ob er beim Bau der Burg auf antike oder maurische Vorgängerbauten zurückgreifen konnte, ist ihrem überlieferten Namen (Castelo dos Mouros) nach wahrscheinlich, aber letztlich nicht nachgewiesen. Nach der endgültigen Rückeroberung (reconquista) in den Jahren nach 1242 kamen Burg und Stadt zeitweise unter die Kontrolle des Santiagoordens, doch ab dem Jahr 1248 übernahm der portugiesische König Afonso III. (reg. 1248–1279) die Macht; er trieb den Bau der Burg voran. Im 14./15. Jahrhundert versandete der Fluss mehr und mehr und es begann der allmähliche Niedergang von Burg und Stadt, die darüber hinaus beim Erdbeben von Lissabon (1755) schwer beschädigt wurden.

## Architektur
Die auf einer Hügelkuppe aus dem rötlichen Sandstein der Region erbaute und in ihrem Grundriss ein unregelmäßiges Rechteck beschreibende Burg besteht aus einem zinnenbewehrten Mauerring mit mehreren halbhohen Türmen, aber nur einem Tor, vor dem eine Bronzestatue von König Sancho I. steht. Innerhalb des Mauerrings befanden sich weiträumige unbebaute Flächen, aber auch zahlreiche Gebäude. Besonders beachtenswert sind einige der äußeren Festungsbauten (torres) sowie die bis zu 60 m tiefen gewölbten Zisternen (aljibes), die auch Teile der Stadt mit Wasser versorgten.